# Petraliella crassocirca
Petraliella crassocirca är en mossdjursart som först beskrevs av Canu och Bassler 1929.  Petraliella crassocirca ingår i släktet Petraliella och familjen Petraliellidae. Inga underarter finns listade i Catalogue of Life.